# Current Organic Chemistry
Current Organic Chemistry (скорочено Curr. Org. Chem.) — науково-оглядовий журнал видавництва Bentham Science Publishers, що підсумовує прогрес у галузях асиметричного синтезу, металоорганічної хімії, біоорганічної хімії, гетероциклічної хімії, хімії природних продуктів і аналітичних методів в органічній хімії. Головний редактор д-р Дьєрдь Кеглевич  (Політехнічний та економічний університет Будапешта, Угорщина). 
За даними Journal Citation Reports, імпакт-фактор цього журналу становив 2,226 у 2021 році. 
Також видавництво Bentham Science Publishers публікує журнал Current Organic Synthesis, присвячений дослідженням у синтетичній органічній хімії. 

## Індексація інформації
Current Organic Chemistry індексується в таких базах даних:
- British Library
- Cabell's Directory
- Chemical Abstracts Service/SciFinder
- Chemistry Citation Index®
- ChemWeb
- CNKI Scholar
- Current Contents®/Physical, Chemical & Earth Sciences
- Dimensions
- EBSCO
- Engineering Village/Chimica
- ERA 2018
- Genamics JournalSeek
- Google Scholar
- InCites
- Index Copernicus
- J-Gate
- Journal Citation Reports/Science Edition
- JournalTOCs
- MediaFinder®-Standard Periodical Directory
- PubsHub
- QOAM
- Research Alert®
- Science Citation Index Expanded™ (SciSearch®)
- Scilit
- Scopus
- Suweco CZ
- TOC Premier
- Ulrich's Periodicals Directory